# تپه دستک علیا ۲
تپه دستک علیا ۲ مربوط به عصر مس - عصر مفرغ - است و در شهرستان سرپل ذهاب، بخش مرکزی، دهستان حومه سرپل، ۱/۲ کیلومتری شرق و شمال شرقی روستای دستک علیا واقع شده و این اثر در تاریخ ۲۶ اسفند ۱۳۸۷ با شمارهٔ ثبت ۲۵۴۷۳ به‌عنوان یکی از آثار ملی ایران به ثبت رسیده است.